# Stibaractis melanoglypta
Stibaractis melanoglypta là một loài bướm đêm trong họ Geometridae.